# Şerife Oruç
Şerife Oruç ist eine türkische Journalistin. Sie war von 2016 bis 2018 unter dem Vorwurf der Terrorunterstützung inhaftiert.
Şerife Oruç arbeitete für die prokurdische Nachrichtenagentur Dicle Haber Ajansı. Die Agentur wurde auf der Gesetzesgrundlage des anhaltenden Ausnahmezustands in der Türkei am 29. Juli 2016 verboten. Die Journalistin soll immer wieder über Enteignungen in Sur, der historischen Altstadt Diyarbakırs, berichtet haben.
Oruç wurde am 3. Juli oder 4. Juli 2016 zusammen mit ihrem Cousin und einem Fahrer auf dem Weg von Diyarbakır nach Batman festgenommen.  Ihr wurde die Mitgliedschaft in der PKK vorgeworfen. Die Polizei begründete den Vorwurf mit den Aussagen zweier Zeugen. Diese hatten die Journalistin Oruç zunächst nur auf Lichtbildern identifiziert, ohne dass eine Aussage protokolliert wurde; die Anklageschrift wurde im Oktober 2016 von einem Richter zurückgewiesen. Im März 2017 wurden die Aussagen der Zeugen schriftlich aufgenommen und fast zehn Monate nach ihrer Festnahme die Anklageschrift zugelassen. Vor Gericht haben die Zeugen jedoch nicht ausgesagt. Nach Auskunft der Anwälte Oruçs bestehe laut Aktenlage bei einem Zeugen eine manifeste Minderbegabung und der zweite Zeuge habe seine Aussagen widerrufen. Oruç wurde im Juli 2018 freigelassen.